# Majáková loď

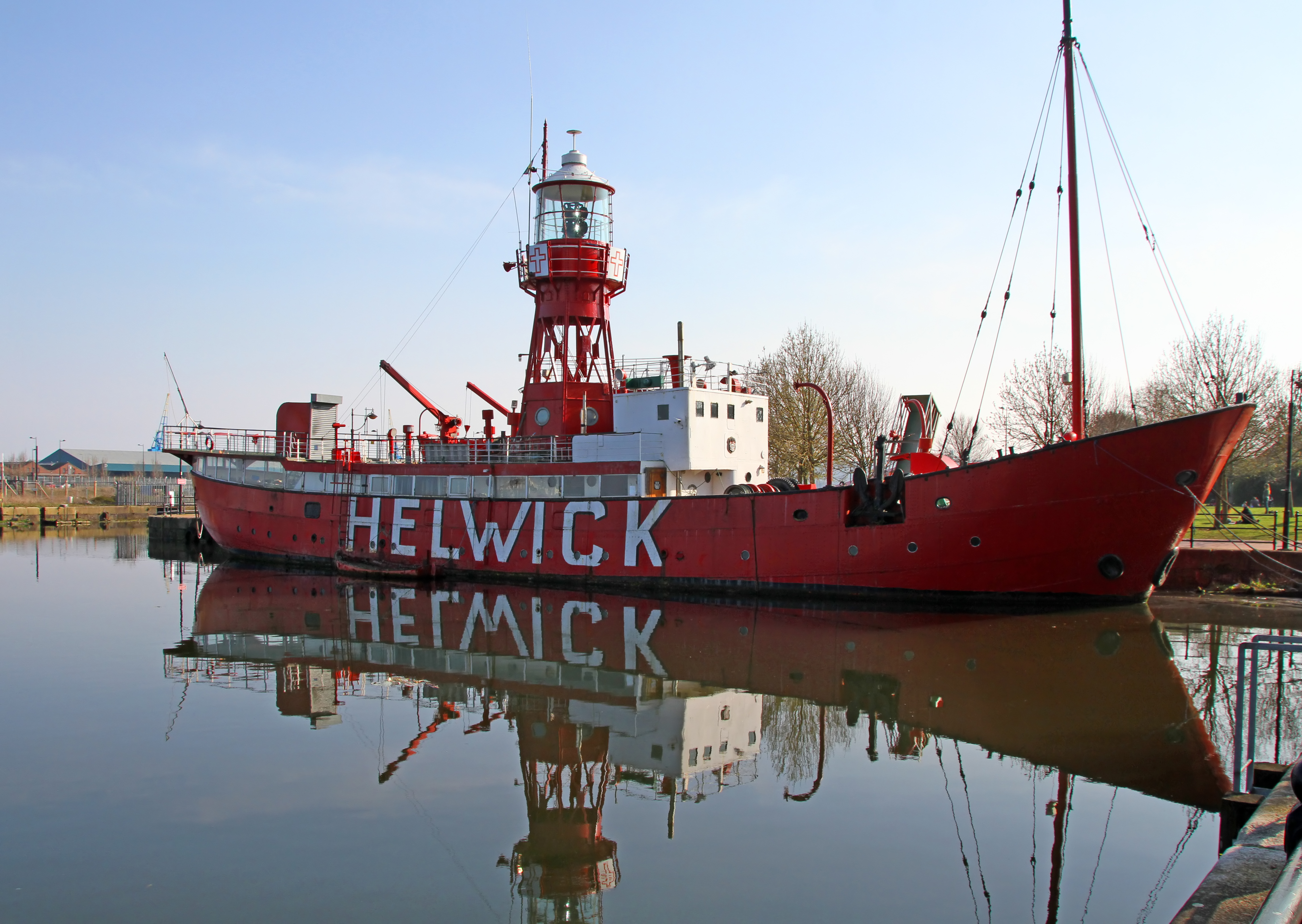
Majáková loď

Majáková loď (anglicky: lightvessel nebo lightship, německy: Feuerschiff) je loď plnící funkci majáku, plujícího navigačního znaku, který je zakotven v místě, kde nemůže být postaven stálý maják pro velkou hloubku vody nebo je jinak nevhodné pro stavbu majáků.

## Historie
Přestože existují záznamy o požárech majáků umístěných na lodích v římském období, první moderní majáková loď byla umístěna mimo písčinu Nore u ústí řeky Temže v roce 1734 jejím vynálezcem Robertem Hamblinem.
U amerických břehů byla poprvé zakotvena majáková loď u písčité mělčiny Nantucket South Shoals v Massachusetts 15. června 1854. Robustní škuner se dvěma stěžni, na které se v noci vytahovaly velké lucerny s lampami s velrybím tukem. Dosvit byl několik mil, poslední americká majáková loď, která ukončila službu v roce 1973 měla svítivost 400 000 kandel a dosvit 23 mil.

## Vybavení
Majáková loď kromě stálého světla (nemůže mít sektorové světlo z důvodů nestability – otáčení lodi) je vybavena zvukovým mlhovým signálem, později radiomajákem a transponderem Racon. Dosvit světla není velký vzhledem nízké výšce světla. Charakteristika je uváděná v seznamech navigačních světel.
Majákové lodi se vyskytují čím dál méně. Na jejich místo jsou umístěny světelné plovoucí bóje (Light-float) nebo LANBY (large automatic navigation buoy – velké automatické navigační bóje).

## Galerie

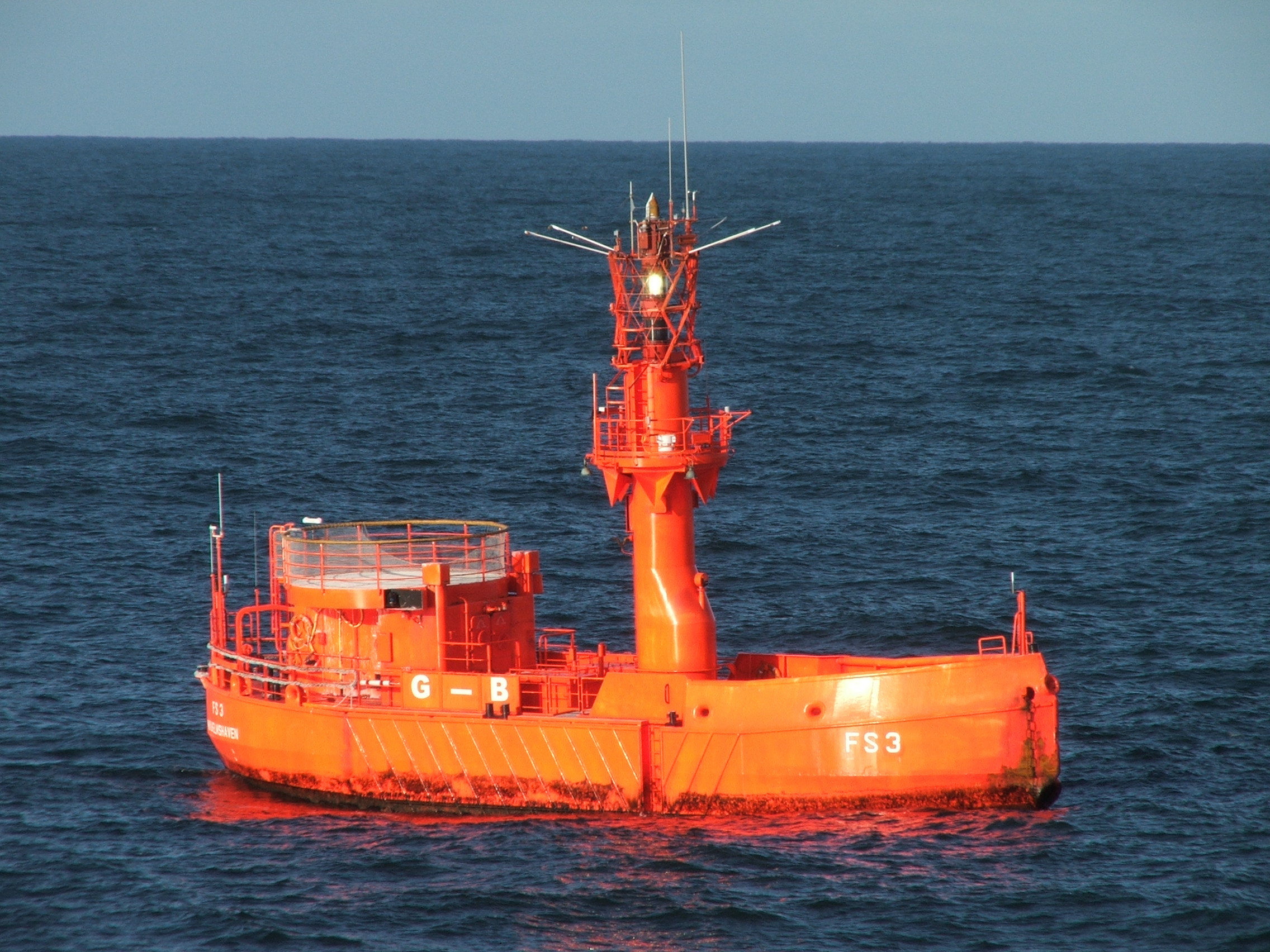
Německá majáková loď FS3 na pozici
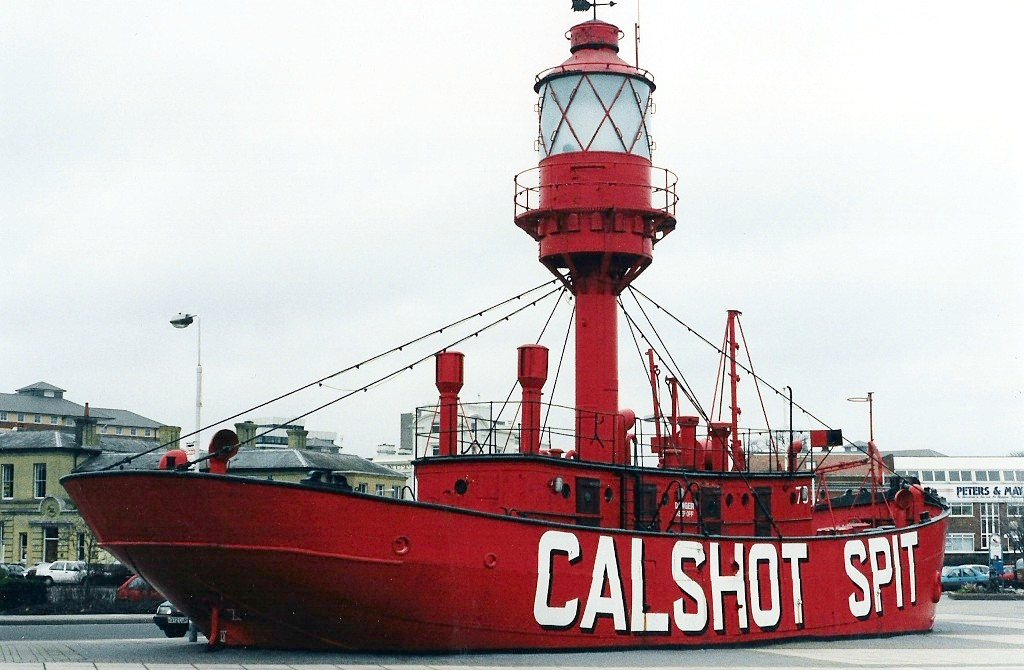
Britská majáková loď Calshot Spit, nyní jako atrakce v Ocean Village marina, Southampton
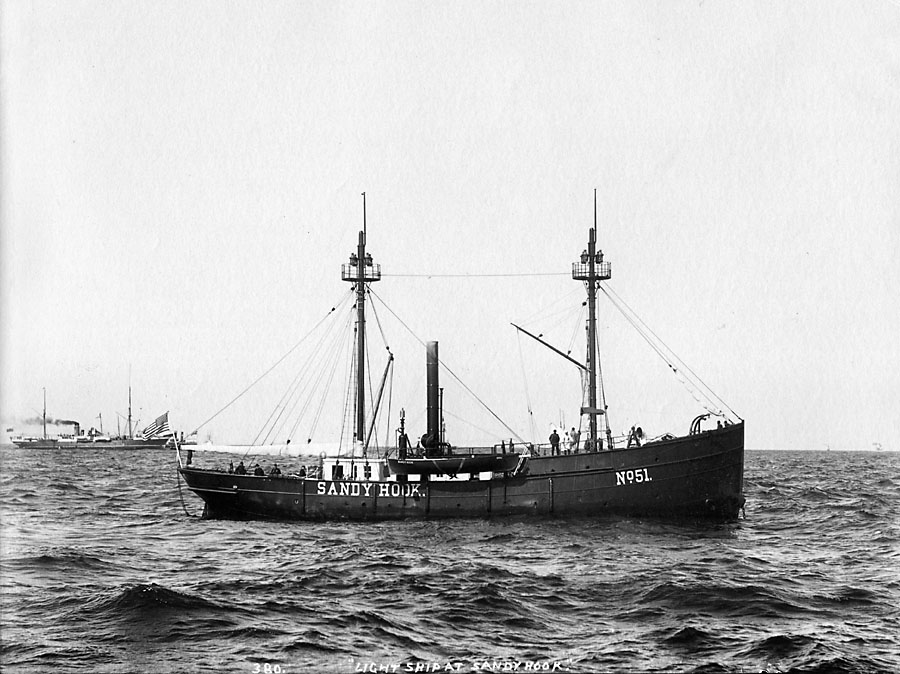
Majáková loď #51 jako Sandy Hook, New Jersey, z roku 1890
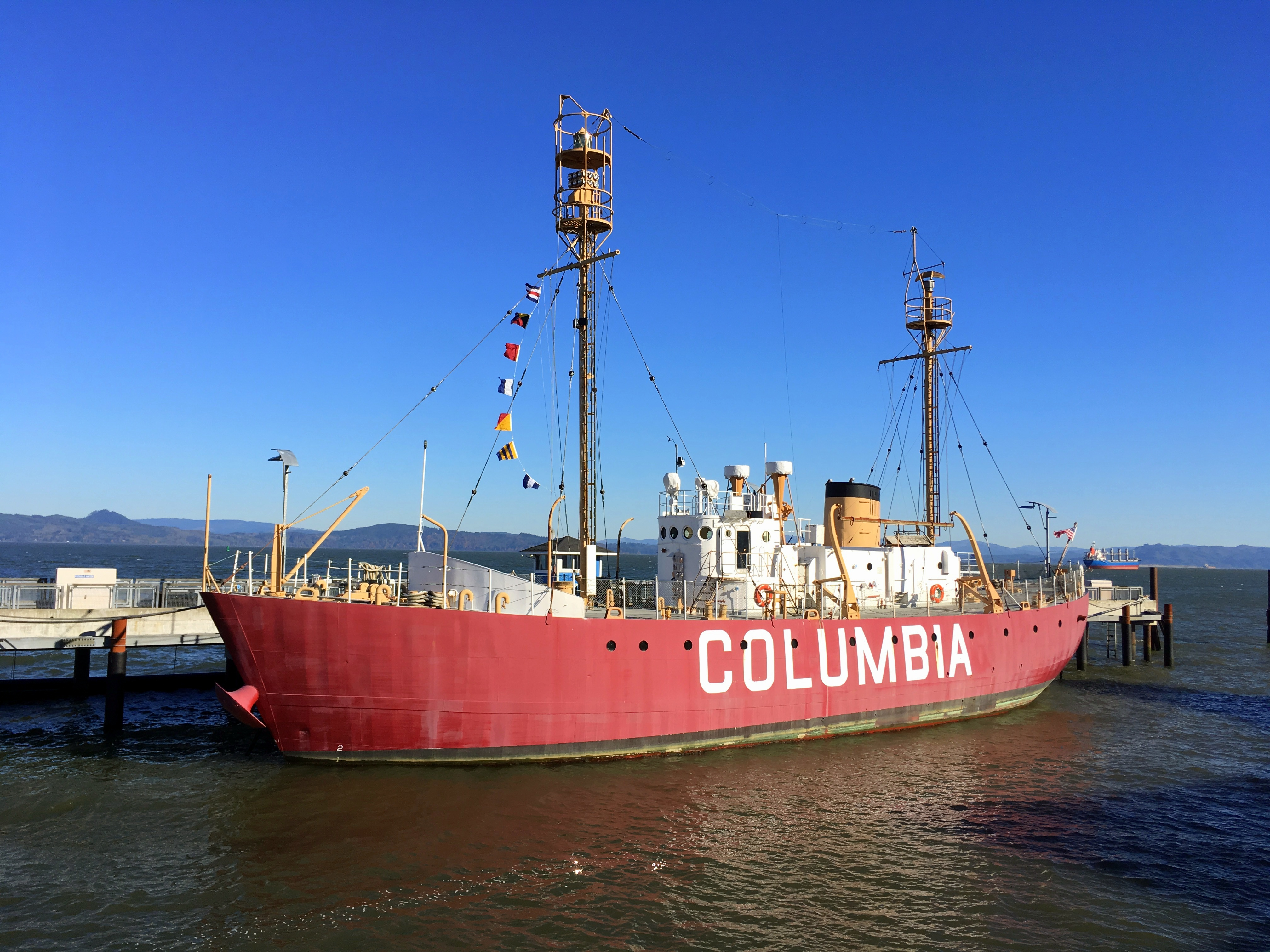
Americká majáková loď Columbia
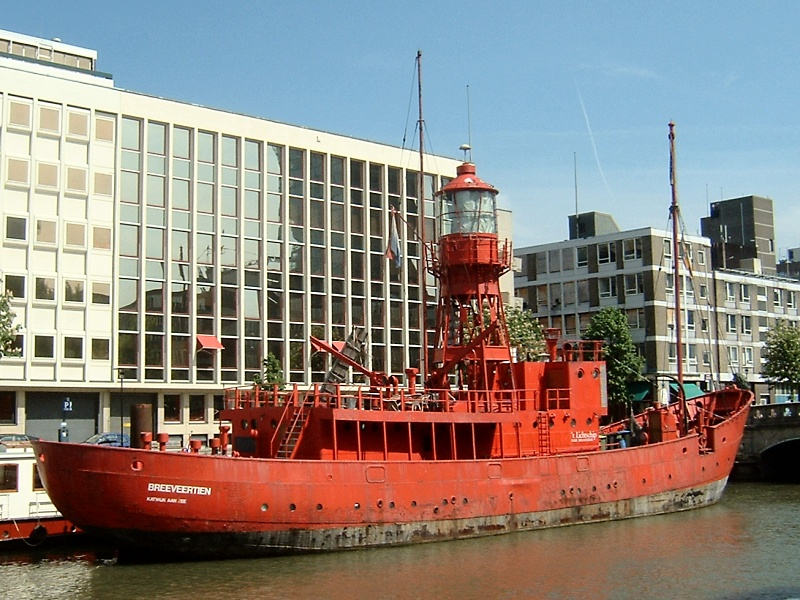
LV-11 (původní britská majáková loď Trinity House) kotvící v přístavu Rotterdam v Nizozemí, slouží jako restaurace Breeveertien
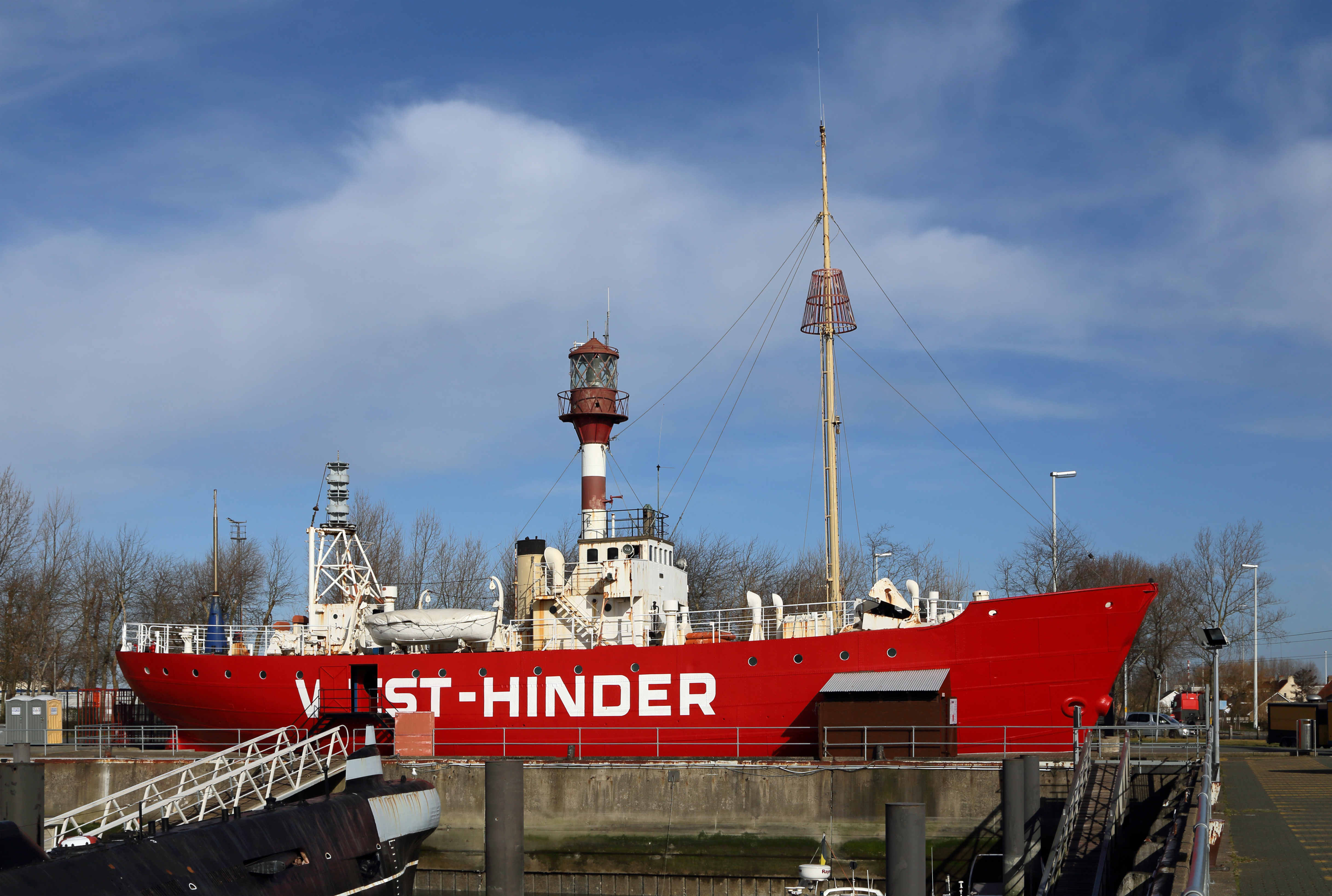
Belgická majáková loď West-Hinder II, nyní jako námořní muzeum v Zeebrugge, Belgie
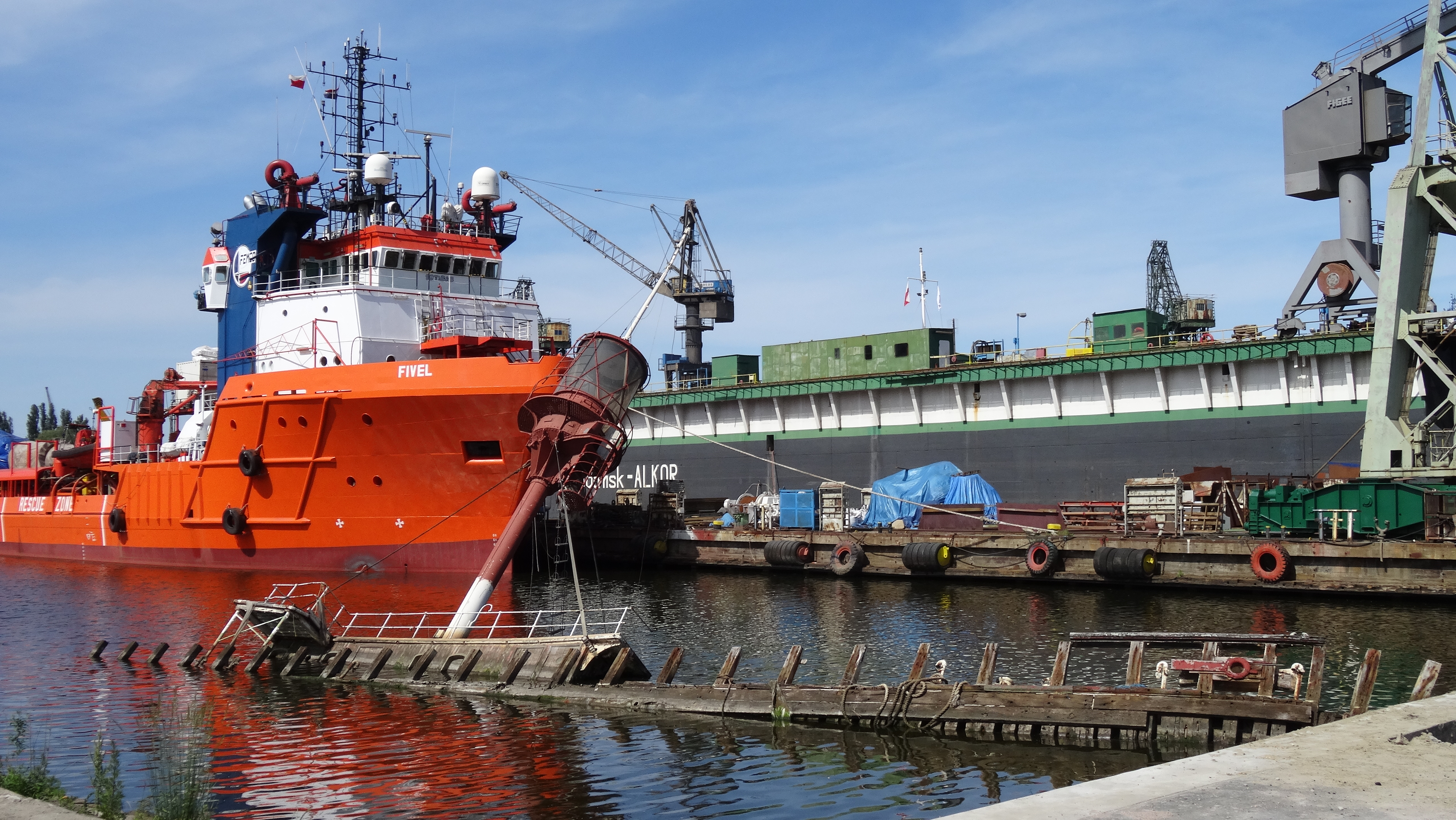
Vrak dánské majákové lodi Motorfyrskib No. II v Gdaňském přístavu